# Ћа Тао
Ћа Тао (упрош: 贾岛; трад: 賈島; пин: Jiǎ Dǎo, 779-843), је био Кинески песник током Танг династије. Он је рођен близу данашњег Пекинга; после периода као будистички монах, отишао је у Чанг'ан. Постао је један од Хан Јиових ученика, али није успео положити царски испит неколико пута и да ступи у државну службу.